# Tarantula românească
Tarantula românească (Lycosa singoriensis) este o specie de păianjeni din familia păianjenilor-lupi (Lycosidae). Este cea mai mare specie de păianjeni de pe teritoriul României și Republicii Moldova; femela măsurând în medie 25 mm și ajungând până la 35 de mm, pe când masculul – în medie 19 mm, ajungând la maxim 25 mm. Este o specie tericolă, petrecându-și majoritatea timpului în galerii săpate în sol.
Specia preferă zonele de câmpie, zonele inundabile, cu sol umed în care poate sapă cu ușurință, sunt capabili de migrații și sunt buni înotători, traversând deseori râuri mari. S-a constatat că Lycosa singoriensis poate înota 7 zile neîntrerupt.
Zona de răspândire a speciei include Europa centrală și Balcanii, Ucraina și sudul Câmpiei Ruse.

## Răspândirea
Trăiește în regiunile de silvostepă, stepă și semideșert din Europa de Est (Slovacia, Cehia, Austria, Ungaria, Polonia, Ucraina, Bulgaria, România, Republica Moldova), Rusia (unde este găsit în Câmpia Rusească, Ural, Caucaz, vestul Siberiei, munții din sudul Siberiei), Kazahstan, Turcia, la est până  în Mongolia și China.

## Mușcătura
Mușcătura lui Lycosa singoriensis, este destul de neplacută pentru om. Efectele mușcăturii pot fi urmatoarele: imediat după ce păianjenul a inoculat veninul, apare o durere intensă ce durează circa 24 de ore după inoculare, locul mușcăturii se umflă și se înroșește intens. Nu sunt prezente dureri în restul corpului. Începe să se resimtă după câteva minute o stare generală proastă – de apatie și somnolență, fiind însoțită de o senzație de anchilozare.

## Galerie

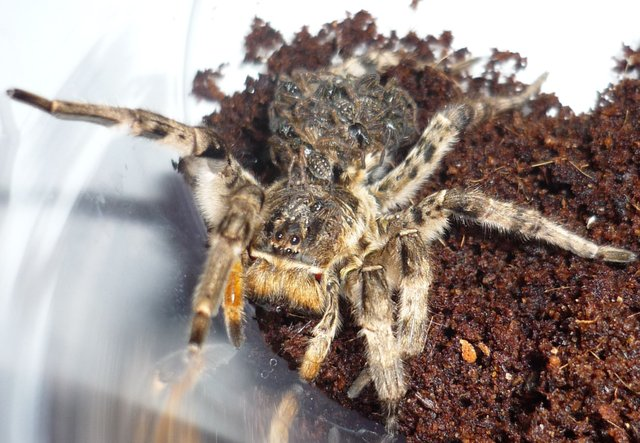
Femela, în poziție de apărare
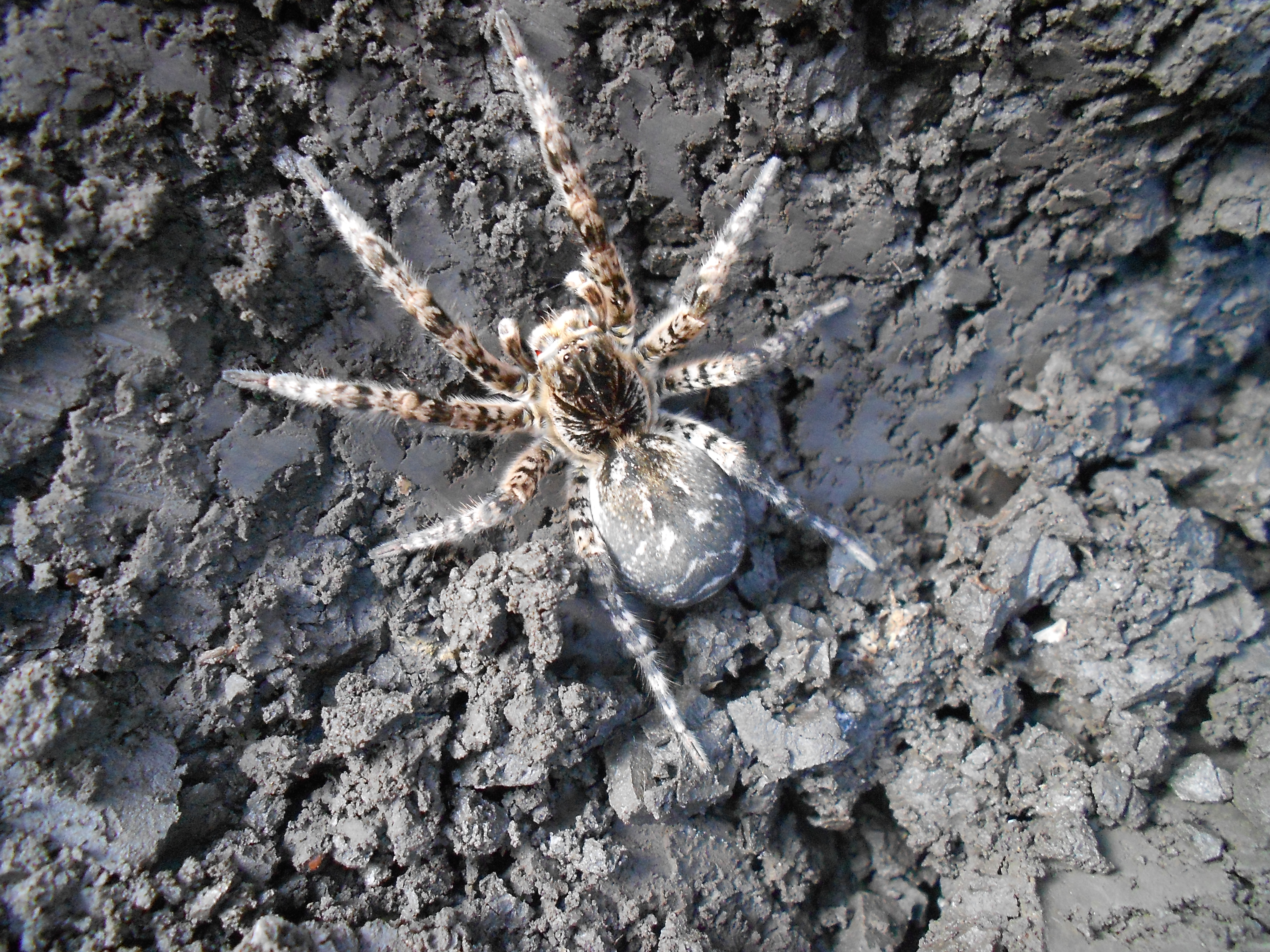
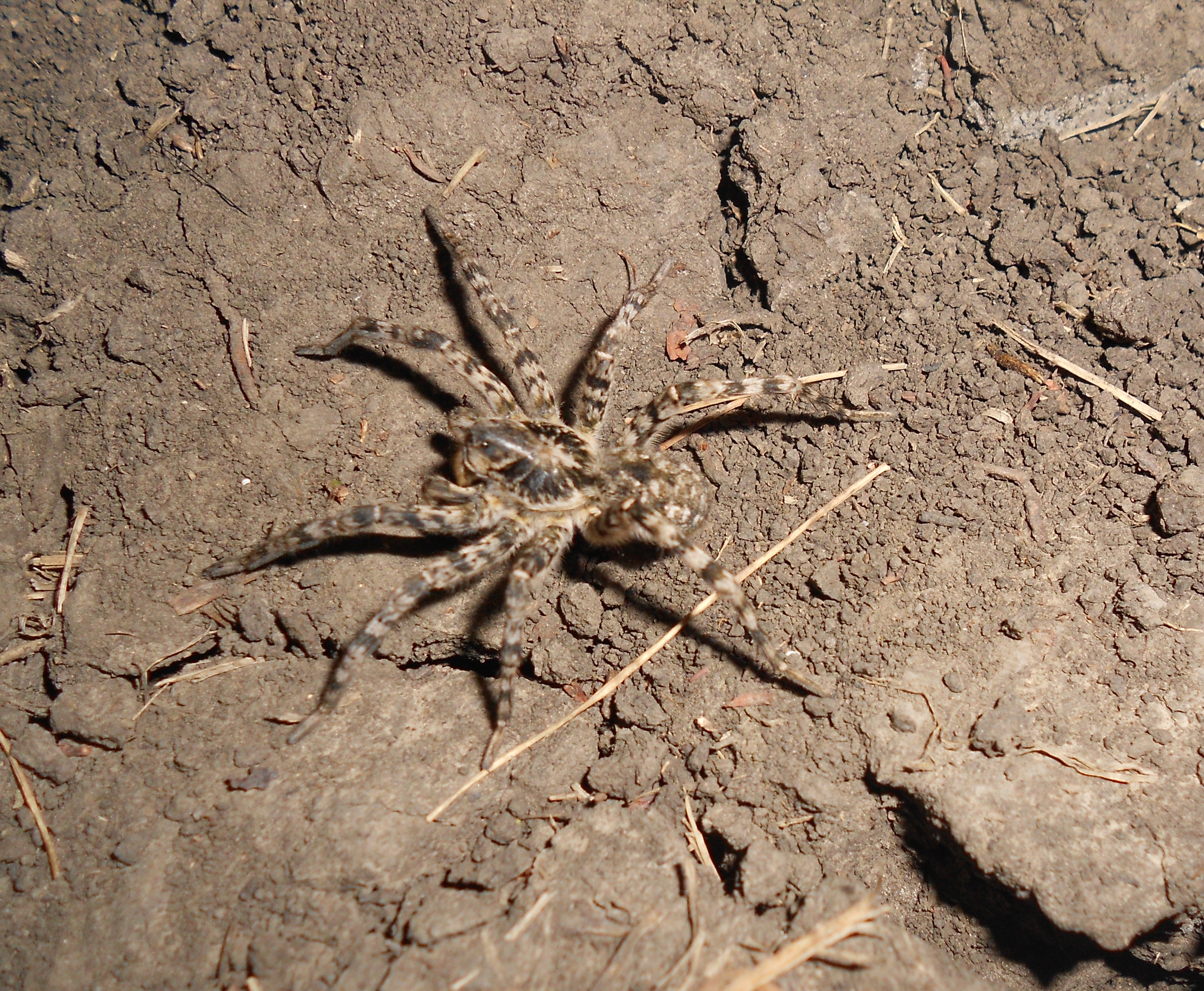
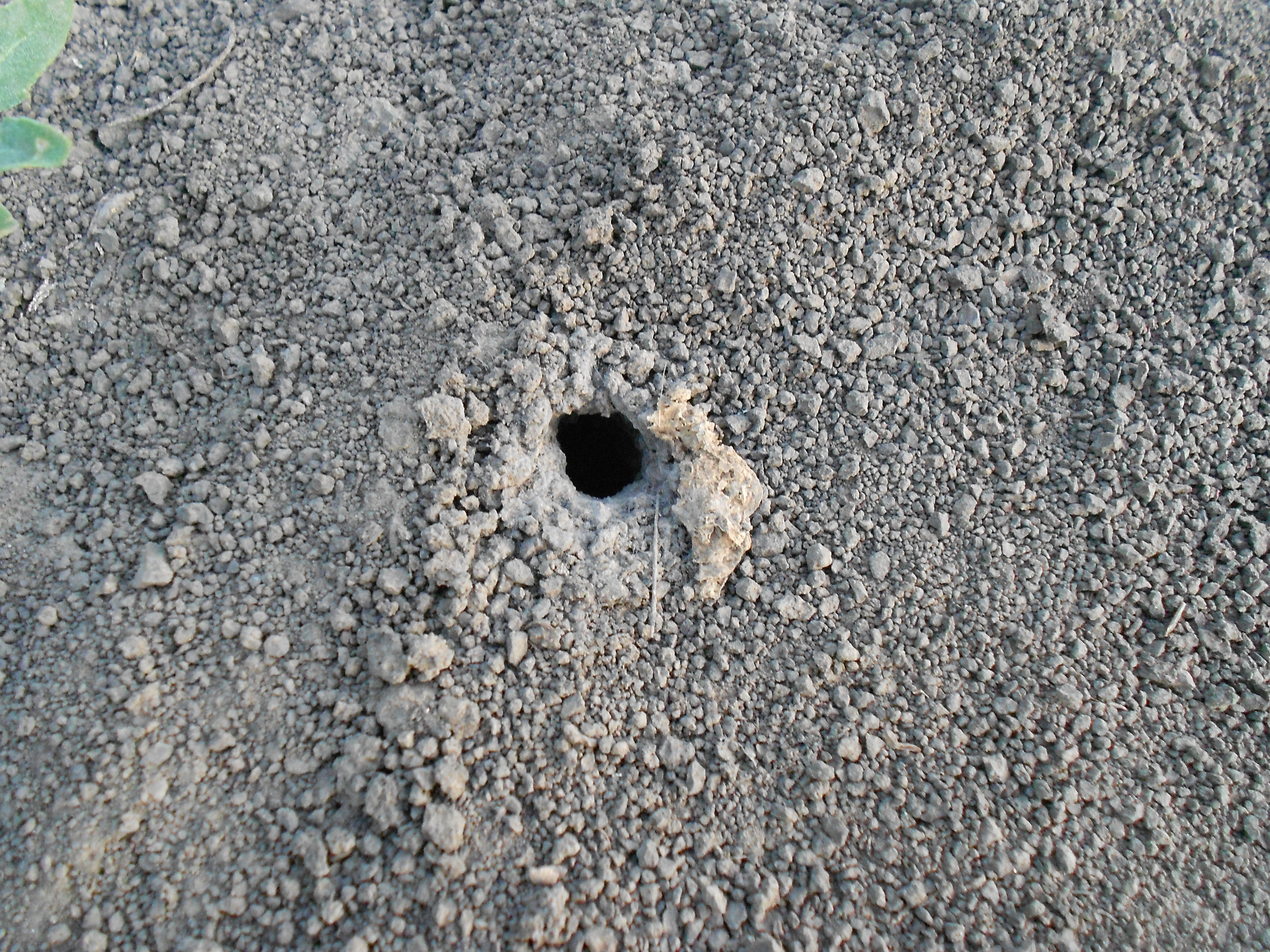
Cuibul